# أوبرين مارتل
أوبرين نيميروس مارتل، الملقب بـ "الافعى الحمراء"، هو شخصية خيالية في سلسلة أغنية الجليد والنار من روايات الفنتازيا الملحمية للمؤلف الأمريكي جورج ر. ر. مارتن والنسخة التلفزيونية "صراع العروش"، حيث يقوم بدوره الممثل التشيلي الأمريكي بيدرو باسكال.
تم تقديم أوبرين في روايةعاصفة السيوف عام 2000، وهو الأخ الأصغر لدوران مارتيل، من مملكة دورن الصحراوية. على عكس شقيقه المريض والمتفكِّر، يشتهر أوبرين بطبيعته الخطرة وغير المتوقعة وتقاربه للسموم، التي حصل على لقبه بسببها. ذُكِر لاحقًا بشكل متقطع فيوليمة للغربان ورقصة مع التنانين. بسبب مرض شقيقه، يسافر إلى مهبط الملك King's Landing العاصمة للمطالبة بالمقعد الدورنيّ في المجلس الصغير، وكذلك للانتقام من موت أخته إيليا مارتيل على يد جريجور كليجان، الذي يَشُك في أن فعلته كانت بناءً على أوامر من تايون لانيستر.

## وصف الشخصية
أوبرين مارتيل هو الأخ الأصغر للأمير دوران مارتيل، حاكم إمارة دورن الجنوبية. رجل متهور، قوي، شهواني، يتميز بذكاءه السريع ولسان الشائك. مقاتل كبير "كانت أسطورته مخيفة" ولُقِّب بـ "الأفعى الحمراء" لأنه يفضل ارتداء الملابس الحمراء، بالإضافة إلى شائعة استخدامه لأسلحةٍ مسمومةٍ في المبارزات. وصف تايون لانيستر أوبيرين بأنه "كان دائمًا نصف مجنون"؛ وصفه دوران شقيق أوبيرين بأنه "الأفعى على الدوام"، و "مميت ، وخطير ، ولا يمكن التنبؤ به"، و "لم يجرؤ أحد على أن يدوس عليه"، واعترف أوبرين نفسه بأنه "رجل متعطش للدماء". كان أوبرين أيضًا مسؤولاً عن شلّ ويلاس تيريل ، وريث آل تايريل في هاي غاردن، خلال مبارزة، على الرغم من أن ويلاس لم يلوم أبدًا أوبرين في الحادث وظل الاثنان صديقين.

## الوقائع المنظورة

### الكتب

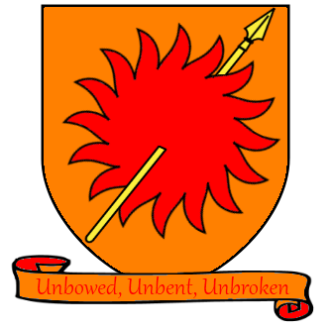
شعار آل مارتل

لا يعد أوبرين مارتل شخصية من وجهة نظر في سلسلة الروايات، حيث تُشاهَد أفعاله مباشرةً وتفسَّر بعيون تيريون لانيستر في الكتاب الثالث، وذُكِر لاحقًا من وجهات نظر ابنة أخته أريان مارتل ونورفوسي نقيب الحرس الملكي لأخيه دوران أريو حوطه في الكتابين الرابع والخامس.

### النسخة التلفزيونية

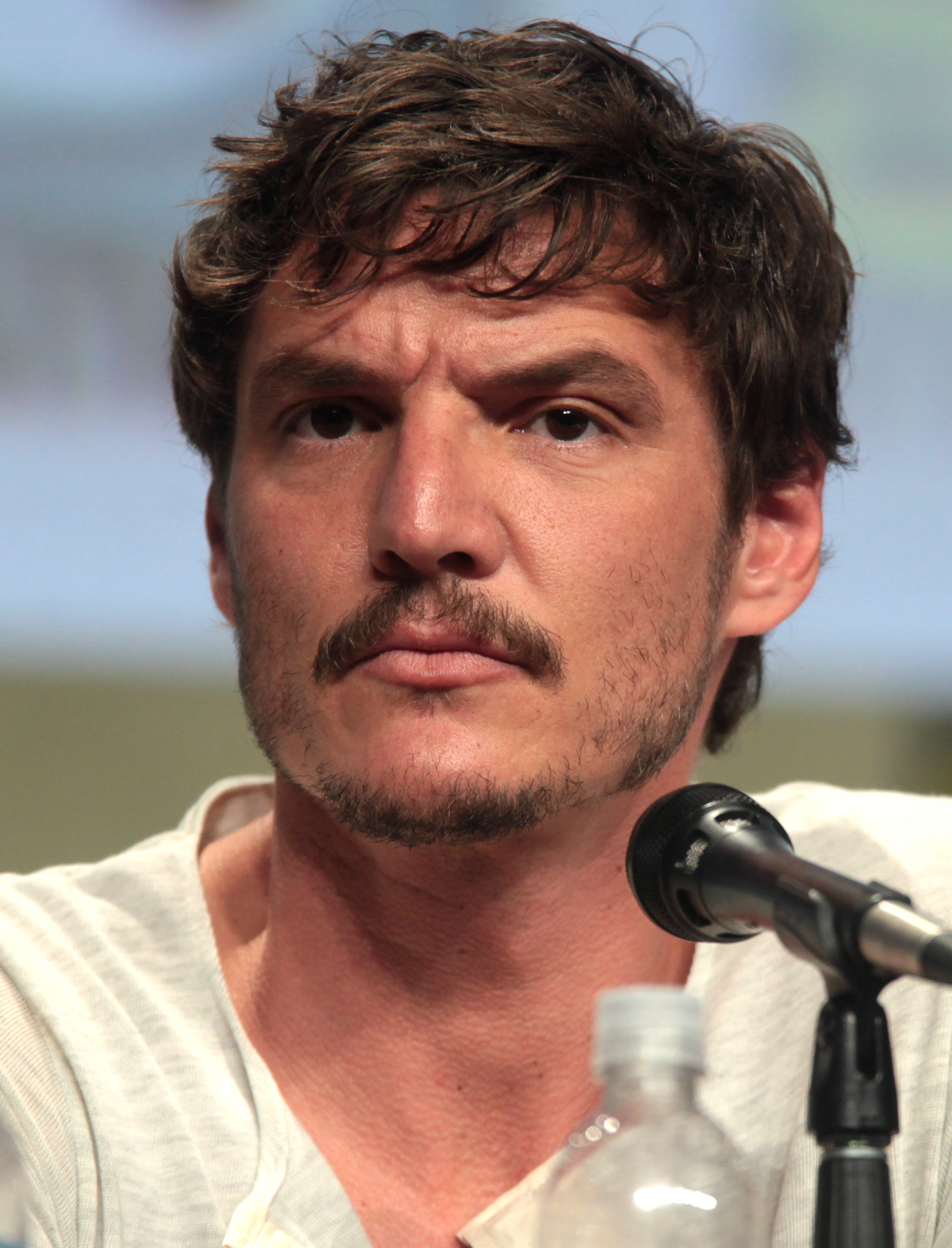
يلعب بيدرو باسكال دور أوبرين مارتيل في المسلسل التلفزيوني.

دور أوبرين مارتيل يجسده الممثل التشيلي الأمريكي بيدرو باسكال في الموسم الرابع من المسلسل التلفزيوني ل HBO.  
يصل أوبرين إلى كينغز لاندينغ (مهبط الملك)برفقة عشيقه إلاريا ساند لحضور حفل زفاف جوفري عوضًا عن شقيقه، ويتضح في لقاءه مع تيريون أنه قد جاء بالفعل للانتقام من آل لانستر لدورهم في موت أخته وابنها وابنتها. في حفل الزفاف، مات جوفري مسمومًا (بعد تسميمه)، واشتبه تايون في البداية في أن لأوبرين يد في الجريمة نظرًا لمعرفة أوبرين بالكيمياء السامة (السموم) وماضيه معها، في حين أن أوبرين ينفي التورط ويتهم تايون بأمره جريجور كليجان باغتصاب وقتل ايليا. يتوصل الاثنان إلى تسوية بوعد تايون أوبرين بلقاء (قتال أو مبارزة) مع كليجان في مقابل أن يكون أوبرين أحد القضاة الثلاثة في محاكمة تيريون. في المحاكمة، يشير أوبرين بعدم اقتناعه أن تيريون هو الجاني، ويشكك في شهادة سيرسي ويسأل شي Shae لماذا سيخبرها تيريون عن كل خططه لقتل جوفري إذا كان هو الجاني.

### ردود الفعل
حصل بيدرو باسكال على تقييمات إيجابية لقيامه بدور مارتل في المسلسل التلفزيوني.  لأدائه رُشِحَ باسكال لجائزة NewNowNext لأفضل ممثل صاعد، وكجزء من طاقم الممثلين، جائزة نقابة ممثلي الشاشة للأداء المتميز من قبل فرقة في مسلسل درامي. 

## شجرة عائلة آل مارتل
قالب:Family tree of House Martellقالب:Family tree of House Martell